# 아시아 유로 유나이티드
아시아 유로 유나이티드(អាស៊ី អឺរ៉ុប យូណាយធីត)는 캄보디아의 축구단이다. 현재 캄보디아 리그 2에 참가하고 있다.

## 선수 명단

### 역대
틀:캄보디아 리그 2